# Psilogramma
Psilogramma là một chi bướm đêm thuộc họ Sphingidae.

## Các loài
- Psilogramma andamanica - Brechlin, 2001
- Psilogramma angelika - Eitschberger, 2004
- Psilogramma anne - Eitschberger, 2001
- Psilogramma argos - Moulds & Lane, 1999
- Psilogramma bartschereri - Eitschberger, 2001
- Psilogramma baueri - Eitschberger, 2001
- Psilogramma casuarinae - (Walker, 1856)
- Psilogramma choui - Eitschberger, 2001
- Psilogramma danneri - Eitschberger, 2001
- Psilogramma dantchenkoi - Eitschberger, 2001
- Psilogramma dillerorum - Eitschberger, 2001
- Psilogramma discistriga - (Walker, 1856)
- Psilogramma edii - Eitschberger, 2001
- Psilogramma exigua - Brechlin, Lane & Kitching, 2010
- Psilogramma floresica - Brechlin, 2001
- Psilogramma frankenbachi - Eitschberger, 2001
- Psilogramma gerstmeieri - Eitschberger, 2001
- Psilogramma gloriosa - Eitschberger, 2001
- Psilogramma hainanensis - Eitschberger, 2001
- Psilogramma hauensteini - Eitschberger, 2001
- Psilogramma hayati - Eitschberger, 2004
- Psilogramma increta - (Walker, 1865)
- Psilogramma japonica - Eitschberger, 2001
- Psilogramma joachimi - (Clark, 1926)
- Psilogramma jordana - Bethune-Baker, 1905
- Psilogramma kitchingi - Brechlin & Lachlan, 2001
- Psilogramma kleineri - Eitschberger, 2001
- Psilogramma koalae - Eitschberger, 2001
- Psilogramma lifuense - (Rothschild, 1894)
- Psilogramma lukhtanovi - Eitschberger, 2001
- Psilogramma macromera - (Butler, 1882)
- Psilogramma makirae - Brechlin & Kitching, 2010
- Psilogramma mandarina - Eitschberger, 2001
- Psilogramma manusensis - Brechlin & Kitching, 2010
- Psilogramma maxmouldsi - Eitschberger, 2001
- Psilogramma medicieloi - Eitschberger, 2001
- Psilogramma menephron - (Cramer, 1780)
- Psilogramma monastyrskii - Eitschberger, 2001
- Psilogramma nebulosa - Butler, 1876
- Psilogramma orientalis - Brechlin, 2001
- Psilogramma papuensis - Brechlin, 2001
- Psilogramma paukstadtorum - Eitschberger, 2001
- Psilogramma penumbra - Lane, Moulds & Tuttle, 2011
- Psilogramma reinhardti - Eitschberger, 2001
- Psilogramma renneri - Eitschberger, 2001
- Psilogramma rupprechtorum - Eitschberger, 2001
- Psilogramma salomonis - Brechlin, 2001
- Psilogramma stameri - Eitschberger, 2001
- Psilogramma sulawesica - Brechlin, 2001
- Psilogramma sundana - Brechlin, 2001
- Psilogramma surholti - Eitschberger, 2001
- Psilogramma tanimbarica - Brechlin, 2001
- Psilogramma timorica - Brechlin & Kitching, 2010
- Psilogramma ulrichroesleri - Eitschberger, 2004
- Psilogramma vanuatui - Eitschberger & Schmidl, 2007
- Psilogramma vates - (Butler, 1875)
- Psilogramma villani - Kitching, Treadaway & Hogenes, 2000
- Psilogramma wannanensis - Meng, 1990
- Psilogramma wernerbacki - Eitschberger, 2010
- Psilogramma wetarensis - Brechlin, 2001
- Psilogramma yilingae - Eitschberger, 2001

## Hình ảnh

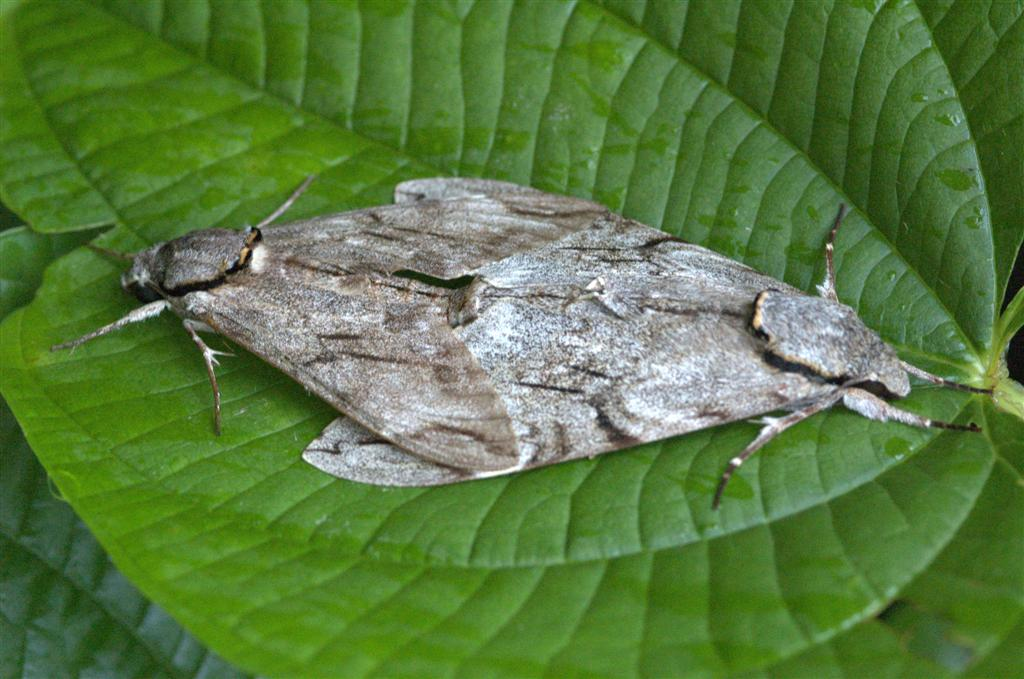
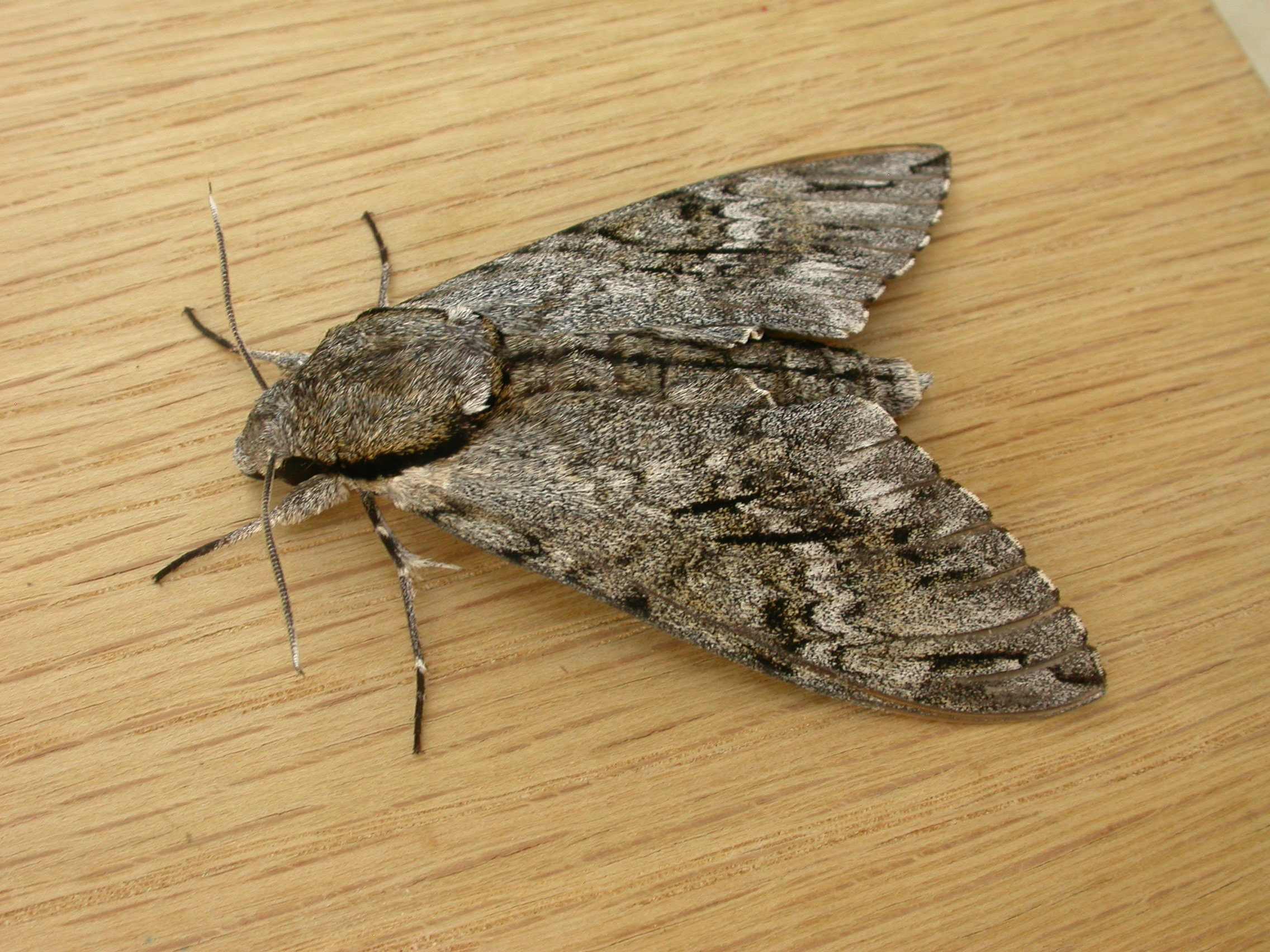